# Список коміксів про терористичний акт 11 вересня
Комікси про теракт 11 вересня почали публікуватися після терористичних атак в Нью-Йорку, Вашингтоні та в штаті Пенсільванія 11 вересня 2001 року, а карикатуристи звернулися до мистецтва, щоби висловити своє співчуття жертвам.

## Твори

### Художні комікси
- «9-11: Повідомлення художників, Том перший»[1] (англ. «9-11: Artists Respond, Volume One») та «9-11: Найкращі автори комікси розповідають історії, які потрібно пам'ятати, Том другий»[2] (англ. «9-11: The World's Finest Comic Book Writers & Artists Tell Stories to Remember, Volume Two») — короткі розповіді й односторінкові роботи від найрізноманітніших художників
- «Дивовижна Людина-павук, Том 2 #36» (англ. «The Amazing Spider-Man volume 2 #36») — Людина-павук та інші персонажі Marvel Comics, як-от Капітан Америка, Шибайголова, Доктор Дум і Магнето, реагують на наслідки терористичних актів[3]. Також його називають «Чорним випуском» за суцільну чорну обкладинку.
- «Велика брехня» (англ. «The Big Lie») Ріка Вейча — розповідь про жінку, яка подорожує в минуле, намагаючись урятувати життя тих, хто помер під час нападу[4].
- «Хлопаки» (англ. «The Boys») Ґарта Енніса — показує три з чотирьох викрадених літаків, збитих Повітряними силами, а четвертий перехоплюють супергерої; згодом цей літак впав на Бруклінський міст, зруйнувавши його
- «Службовий обов'язок» (англ. «Call of Duty») — серія коміксів про швидку допомогу, пожежників та поліцейських.
- «Карикатуристи пам'ятають про 9 вересня» (англ. «Cartoonists Remember 9/11») — добірка коміксів, присвячена 10-й річниці теракту
- «Колишня машина» (англ. «Ex Machina») Браяна Вона, Wildstorm/DC — комікс про світ, в якому супергерой, ім'я якому Велика машина, стає мером Нью-Йорка після втручання в теракти 11 вересня
- «Герої» (англ. «Heroes») — книга з шістдесяти чотирьох сторінкових ілюстрацій про тих, хто намагався врятувати життя людей 11 вересня 2011 року
- «Людина-мішень #2–3» (англ. «Human Target #2–3»), «Неподрібнена людина» (англ. «The Unshredded Man»), Частина 1, 2 Пітера Мілліґана — історія про людину, яка імітувала власну смерть під час терористичної атаки, щоб уникнути звинувачень у розкраданні, але тепер йому надано можливість розкритися.
- «Хвилина мовчання» (англ. «A Moment of Silence») — чотири "мовчазні" історії, які зображують різні точки зору на події 11 вересня, і всі вони натхненні реальними подіями. Включає вступ тодішнього мера міста Нью-Йорк Руді Джуліані.

### Документальні комікси
- «Звіт про 9/11: Графічна адаптація» (англ. «The 9/11 Report: A Graphic Adaptation») Сіда Якобсона й Ерні Колона та опублікований видавництвом Hill & Wang — скорочена адаптація графічного роману «Звіт про 9/11» (англ. «9/11 Commission Report») — (ISBN 0-8090-5739-5)
- «У тіні без веж» (англ. «In the Shadow of No Towers»; 2004) Арта Шпіґельмана — графічний роман, який оплакує події 11 вересня
- «Я люблю Нью-Йорк» (англ. «I Love New York») Джозефа Майкла Лінснера — розповідь про сприйняття трагедії корінним жителем Нью-Йорка

## Вибрані видання
| Назва                                                                                        | Назва                                                                                    | Видавництво                                  | ISBN               | Виручка для                                                                                       |
| англійською                                                                                  | українською                                                                              | Видавництво                                  | ISBN               | Виручка для                                                                                       |
| -------------------------------------------------------------------------------------------- | ---------------------------------------------------------------------------------------- | -------------------------------------------- | ------------------ | ------------------------------------------------------------------------------------------------- |
| «9-11: Artists Respond, Volume One»                                                          | «9-11: Повідомлення художників, Том перший»                                              | Dark Horse Comics Chaos! Comics Image Comics | ISBN 1-56389-881-0 | Фонд допомоги Всесвітньому торговому центру, Фонд уцілілих, Фонд 11 вересня та Фонд веж-близнюків |
| «9-11: The World's Finest Comic Book Writers & Artists Tell Stories to Remember, Volume Two» | «9-11: Найкращі автори комікси розповідають історії, які потрібно пам'ятати, Том другий» | DC Comics                                    | ISBN 1-56389-878-0 | Фонд допомоги Всесвітньому торговому центру, Фонд уцілілих, Фонд 11 вересня та Фонд веж-близнюків |
| «9-11: Emergency Relief»                                                                     | «9-11: Надзвичайна допомога»                                                             | Alternative Comics                           | ISBN 1-891867-12-1 | Американський Червоний хрест                                                                      |
| «Heroes»                                                                                     | «Герої»                                                                                  | Marvel Comics                                | ISBN               | Фонд веж-близнюків                                                                                |
| «I Love New York»                                                                            | «Я люблю Нью-Йорк»                                                                       | Sirius Entertainment                         | ISBN               | Американський Червоний хрест                                                                      |
| «A Moment of Silence»                                                                        | «Хвилина мовчання»                                                                       | Marvel Comics                                | ISBN               | Фонд веж-близнюків                                                                                |

### Дописувачі

#### «9-11: Повідомлення художників, Том перший»
Автор обкладинки — Ерік Друкер
- Сценаристи/художники:

Браян Біґґс, Майк Дяна, Ділан Горрокс, Роджер Ланґрідж, Лінірс, Роберт Сікоряк, Дін Моттер, Джон Джей Муф, Дейв Купер, Вілл Ейзнер, Беттон Леш, Френк Міллер, Аль Девісон, Браян Телбот, Девід Альварес, Лейла Левлор, Тоні Мільйонер, Міра Фрейдманн, Марк Кріллі, Сем Гендерсон, Рон Бойд, Філ Елліот, Стен Сакаї, Джим Мегфуд, Пол Чедвік, Дарко Макан, Леланд Мирік, Джон Пол Леон, Вільям Стоут, Марк Розенталь, Енріко Касароса, Марк Мартін, Браян Макдональд, Браян О'Коннелл, Террі Андерсон, Бекі Клунан, Ерік Друкер, Кріс Еліопулос, Девайд Феббрі, Тетяна Гілл, Стів Ґарація, Джим Гілл, Ерік Кілкенні, Скотт Морс, Пітер Пачоміс, Нійо Філіп, Ларк Пєн, Білл Прессінґ, Аарон Ренєр, Лорі Росс, Пол Слобода, Джон Снайдер III, Келлі Стром і Джим Валентіно.
- Сценаристи:

Алан Мур, Джо Кесі, Джеф Леб, Роберт Сміґель, Роджер Стерн, Джон Острандер, Тріна Роббінс, Дж. Торрс, Фабіян Нікеза, Майк Кері, Джейсон Галл, Стів Дарналл, Стівен Бейнс, Арт (Ферран) Брукс, Мері Кролл, Том Дефалко, Боб Гарріс, Ентоні Джонстон, Ден Джоллі, Роберт Кіркман, Пабло Мейзтеґью, Джон Маккре, Стів Нілз, Марті Ноксон, Браян Пулідо, Джеймі Річ, Ренді Стредлі, Стівен Волш і Волт Вітман.
- Художники:

Рене Френч, Дейв Маккін, Дейв Ґіббонс, Пітер Купер, Пол Лі, Шон Філіпс, Майк Коллінз, Ґай Девіс, Майкл Купперман, Кевін Новлан, Нумберто Рамос Джос Льюїс Аґреда, Олександр Малеєв, Іван Рейз, Гіларі Берта, Ґай Бурвелл, Чинна Клаґстон, Рік Кетчам, Кліфф Річардс, Джо Піментал, Деніел Акуна, Майк Гаддлстон, Дж. Скотт Кемпбелл, Анна Тіммонс, Карлос Меґлія, Мелінда Ґеббі, Пет Моріарті, Алкатена, Істван Баняї, Даун Браун, Вілл Конрад, Білл Додж, Майк Ґетсів, Річ Гедден, Тодд Герман, Франциско Солано Лопез, Мері Мітчелл, Тоні Мур, Майк Нортон, Джо Орсак, Ерік Повелл, Стів Ролстон, Грегорі Руф, Тсунео Санда, Роберт Соланович, Бен Стенбек, Лі Таунсенд, Келлі Ятс і Лейніл Френціз Ю.

#### «9-11: Найкращі автори комікси розповідають історії, які потрібно пам'ятати, Том другий»
Автор обкладинки — Алекс Росс
- Сценаристи:

Пет Макґріл, Ніл Ґейман, Стів Сіґл, Пітер Ґросс, Ед Брубейкер, Браян Аззарелло, Джеймі Делано, Браян Вон, Стен Лі, Вілл Ейзнер, Джеф Леб, Курт Бузік, Джо Даффі, Джон Марк ДеМаттейс, Джо Келлі, Джофф Джонс, Бен Рааб, Рік Вейч, Ден Юрґенс, Пол Левітз, Кейт Ґіффен, Марв Вульфман, Денніс О'Ніл, Майкл Муркок, Девід Ґоєр, Майк Кері, Гіларі Бейдер, Едді Берґанза, Джеймс Деннінґ, Енді Гельфер, Чак Кім, Джош Креч, Двайн Макдаффі, Дон Макґреґор, Дженніфер Мур, Ешлі-Джейн Ніколаус, Кріс Секвейра, Алекс Сіммонс і Бо Сміт.
- Художники:

Анієль Зезелж, Стівен Джон Філліпс, Дейв Маккін, Кріс Бачало, Кайл Бейкер, Джон Болтон, Ґленн Фебрі, Дейв Ґіббонс, Алекс Росс, Джилл Томпсон, Джон Ван Фліт, Майкл Жуллі, Стів Леялога, Пол Поуп, Дарік Робертсон, Едуардо Ріссо, Ґоран Судзука, Анджело Торрс, Боб Вяцек, Сандра Гоуп, Джим Лі, Браян Стелфріз, Ніл Адамс, Баррі Кітсон, Том Палмер, Ден Пенозян, Філ Джименез, Майк Коллінз, Девід Ллойд, Тодд Нок, Том Ґрумметт, Скотт Колінз, Кейт Чемпеґн, Річ Фейбр, Ґай Девіс, Філ Ното, Анде Паркс, Марк Фармер, Сергіо Араґонс, Гумберто Ремос, Брент Андерсон, Карлос Пачеко, Ісус Меріно, Річард Корбен, Волтер Сімонсон, Тім Сейл, Скотт Макденіел, Філ Гестер, Аарон Совд, Рік Бурчетт, Сергіо Карєлло, Джо Стейтон, Боб Сміт, Кірон Двейр, Мері Северін, Вал Семейкс, Джемс Паско, Денис Кован, Алан Девіс, Джос Льюїс Ґарсія-Лопез, Стівен Парк, Джанік Пакетте, Стів Скотт, Прентіс Роллінз, Алекс Горлі, Арієль Оліветті, Крістофер Моллер, Ромео Тенел, Джим Роял, Піт Вудс, Лі Бермейо, Енріке Бресія, Джон Кебеллеро, Кліфф Ву Чень, Марцело Фрузін, Ґреґ Гільдебрандт, Тім Гільдебрант, Деніел Джанке, Джеймі Мендоза, Робін Ріґґс, Роджер Робінсон, Дункан Руло, Еман Торр і Вільям Врей.

#### «9-11: Надзвичайна допомога»
Автор обкладинки — Френк Чо
Нік Абадзіс, Джессіка Ейбл, Джейсон Александр, Девід Альварез, Ґрехем Аннейбл, Донна Барр, Том Беланд, Ґреґорі Бентон, Нік Бертоззі, Джойс Брабнер, Френк Чо, Горн Джей Чо, Мейвіс Чу, Браян Клоппер, Ніккі Коффман, Деніел Куні, Ґай Девіс, Том Деренік, Денні Донован, Вілл Ейзнер, Стів Елліз, Флай, Еван Форщ, Рене Френч, Дженні Ґонзалез, Дерек Ґрей, Ерік Вулф Генсон, Томер Ганука, Джим Гаррісон, Том Гарт, Дін Гашпіль, Джон Бін Гастінґс, Марк Гемпель, Філліп Гестер, Сем Гестер, Тор Дженсен, Ніл Клейд, Кейт Найт, Кріс Новл, Джеймс Кочалка, Джеймс Кухорік, Пітер Купер, Майкл Купперман, Ґреґ Ляроке, Девід Лезкі, Лейла Лолор, Керол Лей, Девід Льюїс, Еллен Мільйонер, Ґрей Морро, Скотт Морс, Джейсон Нарвез, Джош Ньюфелд, Філ Ното, Майкл Ейвон Омінґ, Пітер Палмьотті, Анде Паркс, Гарві Пекар, Кріс Пітцер, Еван Квірінґ, Тед Релл, Ендрю Рістайно, Алекс Робінзон, Гаррі Роланд, Девід Роман, Ґейл Сімон, Джефф Сміт, Томмі Соммервілль, Джен Соренсен, Джон Стейтон, Марк Стеґбор, Стів Стеґелін, Ерік Теролт, Роберт Ульман, Нейл Вокс, Лорен Вейнштейн, Марк Вітлі, Шеннон Вілер, Ешлі Вуд і Мередіт Яйанос.

#### «Хвилина мовчання»
Автори обкладинки — Джо Кесада й Алекс Росс
Браян Майкл Бендіс, Скотт Морс, Кевін Сміт, Джон Роміта молодший, Білл Єрмас, Марк Баглі, Джо Кесада та Ігор Корді.